# I Spit on Your Grave
I Spit on Your Grave è un film del 2010 diretto da Steven R. Monroe. 
Si tratta di un film rape and revenge, remake del controverso Non violentate Jennifer del 1978.

## Trama
La giovane e bellissima scrittrice Jennifer Hills affitta una baita nel bosco per scrivere il suo nuovo libro. Dopo aver perso la strada, arriva ad una stazione di benzina dove incontra un gruppo di uomini che tentano di approcciarla. Riesce a seminarli, ma i quattro iniziano a spiarla e a riprenderla con una videocamera. Tempo dopo, a causa di un guasto in bagno, Jennifer chiama l'idraulico Matthew, che si scopre essere uno dei ragazzi incontrati in precedenza.
Nella casa arrivano anche gli altri e per Jennifer inizia l'incubo quando i quattro tentano di molestarla. Riesce a scappare e nel bosco s'imbatte nello sceriffo Storch e Earl, che le aveva affittato la casa. Lo sceriffo, però, la riporta nella casa e lei capisce di essere stata ingannata. Storch e gli altri costringono Matthew a stuprarla, lasciandola priva di sensi. Dopo essersi ripresa, tenta di scappare ma viene raggiunta e nuovamente violentata. Al terzo tentativo, la ragazza si butta da un ponte e scompare. Gli aguzzini cercano il suo corpo, ma non lo trovano e cancellano le loro tracce.
Jennifer trascorre settimane nel bosco, e nel frattempo escogita il suo piano di vendetta. Ogni criminale subisce la legge del contrappasso: Stanley, divertitosi a filmare ogni violenza su di lei, è costretto a guardare se stesso nella sua videocamera mentre viene torturato, poi alcuni corvi gli strappano via gli occhi; Andy, che aveva più volte infilato la sua faccia in una pozzanghera durante le sevizie, finisce con la testa immersa nella soda caustica; Johnny, il quale le aveva strappato una fellatio, viene evirato con le cesoie e muore dissanguato; Storch, che l’aveva selvaggiamente sodomizzata, subisce la stessa sorte con un fucile prima di finire ucciso dal medesimo inconsapevolmente azionato da Matthew, il quale muore anche lui dal colpo sparato.

## Produzione
Le riprese sono iniziate il 2 novembre 2009, sotto la direzione di Steven R. Monroe. Il film è stato distribuito da Cinetel, e prodotto dal presidente della società e CEO Paul Hertzberg. Lisa Hansen, Jeff Klein, Alan Ostroff, Gary Needle e Meir Zarchi (regista dell'originale) hanno lavorato come produttori esecutivi. Le riprese si sono svolte interamente in Louisiana. La sceneggiatura del film è stata scritta da Stuart Moore basandosi sulla sceneggiatura del film originale di Zarchi.

## Distribuzione

### Edizione home video
Il film è distribuito negli Stati Uniti, Canada, Australia e Regno Unito da Anchor Bay Entertainment. Il DVD e il Blu-ray sono stati distribuiti negli Stati Uniti l'8 febbraio 2011. Il DVD include un commento audio del regista Steven R. Monroe e del produttore Lisa Hansen, 11 scene tagliate e la versione unrated. Il DVD è disponibile anche in lingua italiana.
In Italia il film è stato vietato ai minori di 18 anni. L'edizione Home Video è stata curata dalla Koch Media e dalla Good Films.

## Accoglienza

### Critica
Il film è stato accolto negativamente dalla critica, registrando un 33% di gradimento su Rotten Tomatoes e un 27/100 su Metacritic.

## Sequel
Il sequel del film I Spit on Your Grave 2, è stato diretto dallo stesso Steven R. Monroe ed è stato distribuito in una versione limitata il 20 settembre 2013. La trama del film riguarda una giovane aspirante modella di nome Katie (Jemma Dallender) che accetta l'offerta di avere foto scattate per il suo book fotografico. L'evento si trasforma in un incubo, nel quale lei viene sequestrata, torturata e stuprata orribilmente. La storia ha una trama simile all'originale.
Nell'ottobre 2015 è uscito il terzo e ultimo film della saga, I Spit on Your Grave 3 (I Spit on Your Grave III: Vengeance Is Mine). Esso si collega cronologicalmente col primo film, ambientato pochi mesi dopo la vicenda. Jennifer tornata in città, partecipa ad un gruppo privato di donne che hanno subito maltrattamenti e violenze. Dopo l'incubo vissuto, Jennifer non è più la stessa, avendo grosse difficoltà a ritornare alla vita normale, sviluppando un profondo odio nei confronti degli stupratori che la trasforma in una spietata vendicatrice che vuole punire ogni uomo stupratore che causa dolore alle donne.